# Adromischus
Adromischus es un género de fácil propagación con hojas suculentas con 79 especies descritas y de estas, solo 28 aceptadas, perteneciente a la familia Crassulaceae. Son endémicas del sur de África.

## Descripción
Son plantas suculentas que crecen en matas enanas, las hojas son muy carnosas y pueden tomar una forma redonda, cuneiforme o plana, expuestas al sol toman una coloración moteada. Las flores aparecen en el centro de la planta y la forma de una espiga.

## Taxonomía
El género fue descrito por Charles Lemaire  y publicado en Jard. Fleur. 2 Misc.: 59. 1852. La especie tipo es: Adromischus hemisphaericus Lem. 
Etimología
Adromischus: nombre genérico que deriva de las palabras griegas: agro = "grueso" y mischus = "tallo".

## Especies

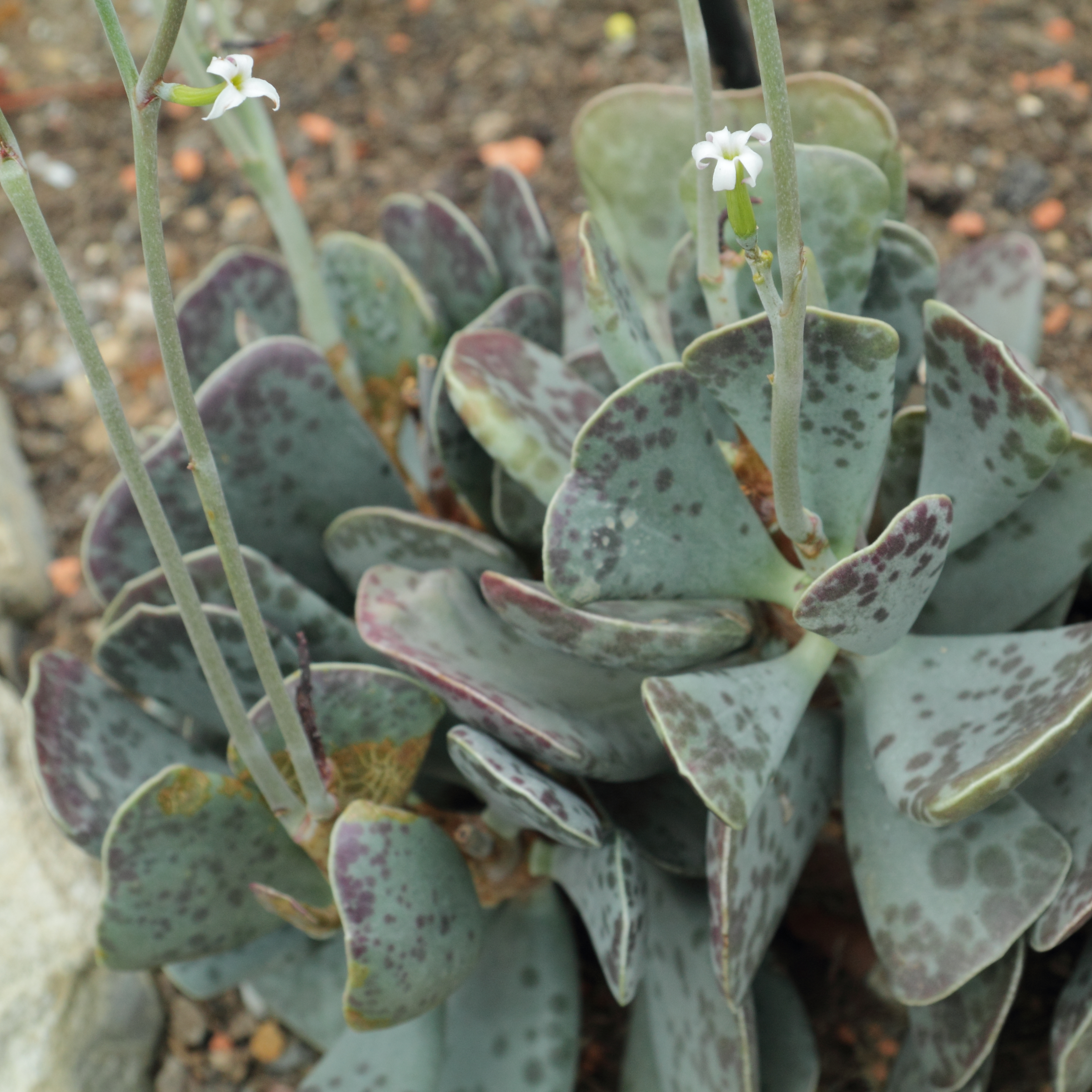
Esemplare di Adromischus triflorus

- Adromischus alstonii (Schönland & E.G.Baker) C.A.Sm.
- Adromischus bicolor Hutchison
- Adromischus caryophyllaceus (Burm.f.) Lem.
- Adromischus cooperi (Baker) A.Berger
- Adromischus cristatus (Haw.) Lem.
- Adromischus diabolicus Toelken
- Adromischus fallax Toelken
- Adromischus filicaulis (Eckl. & Zeyh.) C.A.Sm.
- Adromischus hemisphaericus (L.) Lem.
- Adromischus humilis (Mart.) Poelln.
- Adromischus inamoenus Toelken
- Adromischus leucophyllus Uitewaal
- Adromischus liebenbergii Hutchison
- Adromischus maculatus (Salm-Dyck) Lem.
- Adromischus mammillaris (L.f.) Lem.
- Adromischus marianae (Marloth) A.Berger
- Adromischus maximus Hutchison
- Adromischus montium-klinghardtii (Dinter) A.Berger
- Adromischus nanus (N.E.Br.) Poelln.
- Adromischus phillipsiae (Marloth) Poelln.
- Adromischus roaneanus Uitewaal
- Adromischus schuldtianus (Poelln.) H.E.Moore
- Adromischus sphenophyllus C.A.Sm.
- Adromischus subdistichus Makin ex Bruyns
- Adromischus subviridis Toelken
- Adromischus triflorus (L.f.) A.Berger
- Adromischus trigynus (Burch.) Poelln.
- Adromischus umbraticola C.A.Sm.